# Rüdenet

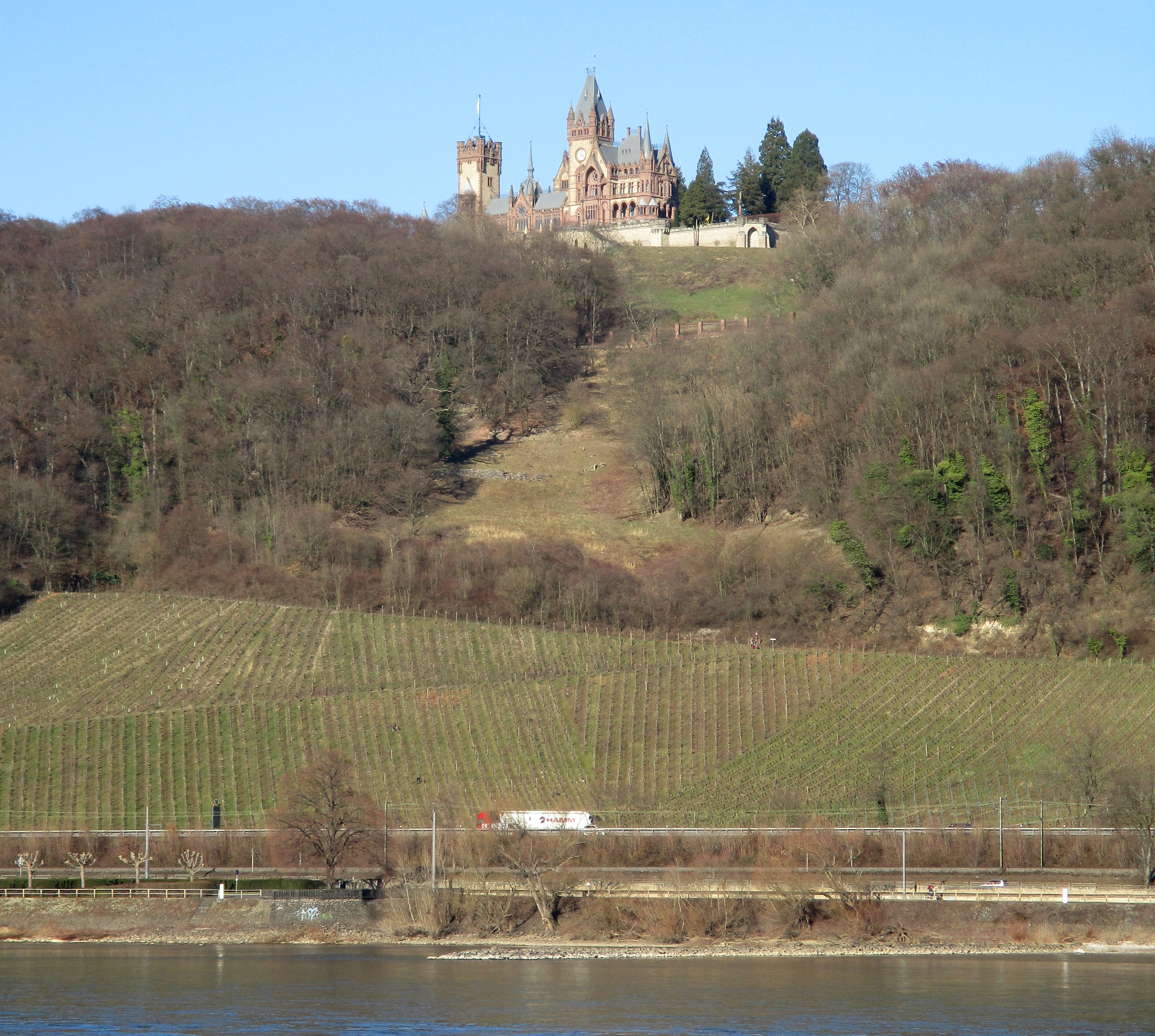
Blick vom Rheinufer in Mehlem zum ehemaligen Standort des Weinguts Rüdenet (Mitte), darüber Schloss Drachenburg (2019)

Der Rüdenet ist ein Bergrücken des Drachenfelses in Königswinter, einer Stadt im nordrhein-westfälischen Rhein-Sieg-Kreis. An ihm befand sich bis Anfang der 1980er-Jahre das Weingut Haus Rüdenet.

## Lage
Der Rüdenet ist der leicht nordwestliche, zum Rhein hin gewandte Bergrücken des Drachenfelses unterhalb von Schloss Drachenburg. Unterhalb des Rüdenets liegen zahlreiche Schrebergärten, einige einzeln stehende Häuser sowie die südlichen Ausläufer der Königswinterer Altstadt.

## Geschichte
Der Rüdenet gilt als einer von drei römischen Steinbrüchen im Siebengebirge, in denen Trachyt abgebaut wurde. Steinrutschen führten die gebrochenen Blöcke in Richtung einer Verladestelle. Ab dem 13. Jahrhundert soll der Rüdenet für die Fertigstellung des Kölner Doms verwendet worden sein. An über 60 Blöcken am Rüdenet sind Zeichen der römerzeitlichen Abbautätigkeit erhalten, vor allem als Spuren von Keilspaltungen.

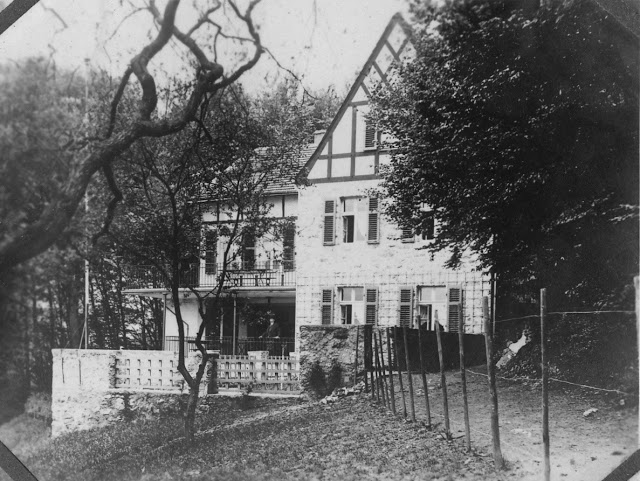
Haus Rüdenet (1917)

Spätestens 1811 war am Rüdenet ein gleichnamiges Weingut entstanden, zu dem umfangreiche Weinbergsterrassen sowie eine Obstbaumplantage gehörten. Das Hauptgebäude von Haus Rüdenet war ein massiver Bruchsteinbau, es verfügte außerdem über ein Stallgebäude. 1843 verzeichnete der Wohnplatz unter der Schreibweise Rüdennet fünf, 1885 mit dem heutigen Namen vier Einwohner. 1913 erfolgte ein umfangreicher Umbau des Anwesens. In der Nachkriegszeit war das Weingut aufgrund des freigestellten Blicks über das Rheintal ein beliebtes Ausflugslokal. Ende der 1970er-Jahre kam es im Zuge einer Flurbereinigung zur Abtragung der Weinbergsterrassen am Rüdenet. Dies führte neben Straßenbauarbeiten zu einer Destabilisierung des Hangs, infolge derer es nach 1981 zu Hangrutschungen und zu Schäden am Haus Rüdenet kam, das aus diesem Grund 1984 baufällig geworden war und 1985 abgerissen wurde.
Der Blockstrom bzw. das Trachyt-Felsenmeer des Rüdenets sind ein geschütztes Bodendenkmal.